# John Michael Connelly
John Michael Connelly (ur. 18 lipca 1938 w St Helens, zm. 25 października 2012) – angielski piłkarz, napastnik lub pomocnik. Mistrz świata z roku 1966.
W latach 1956–1964 był zawodnikiem Burnley F.C. (mistrzostwo kraju w 1960). Następne dwa sezony spędził w Manchester United (mistrzostwo kraju w 1965), a od 1966 do 1970 był piłkarzem Blackburn Rovers. Karierę kończył w Bury (1973).
W latach 1959–1966 w reprezentacji Anglii rozegrał 20 spotkań i strzelił 7 bramek. Znajdował się w kadrze na MŚ 62, cztery lata później zagrał tylko w jednym meczu, pierwszym Anglików w turnieju (0:0 z Urugwajem). Występ ten dał mu tytuł mistrza świata. W następnych spotkaniach został zastąpiony przez Martina Petersa.